# Kulturplante
Kulturplanter er planter, som gennem dyrkning og forædling (domesticering) er gjort mere egnede til menneskelige formål. Det er altså kort sagt mark- og haveplanter.
Man kan skelne mellem følgende grupper:
- Madplanter – f.eks. korn og kartofler
- Planter med teknisk og industriel anvendelse – f.eks. bomuld
- Medicinplanter
- Prydplanter